# Батлер, Чед
Чед Мэтью Батлер (англ. Chad Matthew Butler; 24 марта 1974, Амстердам) — барабанщик и перкуссионист альтернативной рок-группы Switchfoot. Входил в состав Chin Up (предшествовала Switchfoot) вместе с Йоном и Тимом Форманами.
До знакомства с ними Чед играл во множестве музыкальных групп колледжа. На его творчество оказали большое влияние The Beatles, Стиви Уандер, The Police и U2.
В 1997 году окончил Калифорнийский университет в Сан-Диего и получил степень по истории науки, бизнесу и сёрфингу. В настоящее время живёт в Сан-Диего, штат Калифорния вместе с женой Тиной, двумя сыновьями (Эван и Дилан) и дочерью Шарлоттой.